# Benjana
Benjana est une ville de Madagascar, située dans la province de Tamatave, au nord-est du pays.